# Seth Green
Seth Benjamin Gesshel-Green (Philadelphia (Pennsylvania), 8 februari 1974) is een Amerikaans acteur, komiek, stemacteur en televisieproducent. Hij speelde onder meer in drie Austin Powers-films en de televisieseries Buffy the Vampire Slayer en Family Guy. Voor laatstgenoemde serie is hij werkzaam als stemacteur.
Green werd voor de animatiekomedie Robot Chicken, waarvoor hij schrijft, regisseert, produceert en stemmen inspreekt, in 2007, 2008 en 2009 genomineerd voor een Emmy Award. Voor dezelfde serie won hij daadwerkelijk Annie Awards in 2008 (als regisseur) en 2009 (als schrijver).

## Biografie

### Vroege jaren
Green is de zoon van kunstenares Barbara Gesshel en wiskundeleraar Herb Green. Hij werd joods opgevoed en speelde in Woody Allen's film Radio Days (1987) een Joodse jongen uit de jaren 40 van de twintigste eeuw, gedurende de Tweede Wereldoorlog.

### Carrière
Zijn eerste filmrol kreeg hij in A Billion for Boris uit 1984. Hij was te zien in Can't Buy Me Love (1987) als de jongere broer van Patrick Dempsey en had rollen in Big Business en My Stepmother Is an Alien, beide uit 1988. Green speelde de twaalfjarige Richie Tozier in de miniserie It, gebaseerd op Stephen King's gelijknamige horrorboek. Vervolgens was hij te zien in de drie films van Austin Powers (als Dr. Evil's zoon Scott Evil), Enemy of the State en in The Italian Job, als computerspecialist Lyle.
Greens eerste televisie-optreden maakte hij in Tales from the Darkside en Amazing Stories in het midden van de jaren 80. In diezelfde periode verscheen hij geregeld in de televisieserie The Wonder Years. Ook was hij van seizoen 2 t/m 4 te zien als Daniel 'Oz' Osbourne in de serie Buffy the Vampire Slayer. Verder had hij rollen in Greg the Bunny, Tucker, The X-Files, That '70s Show, Will & Grace, Mad About Steve, Entourage, en Grey's Anatomy.

## Filmografie en televisie
- 1987 - Radio Days - Joe
- 1988 - My Stepmother Is an Alien - Fred Glass
- 1990 - It - Jonge Richie Tozier (miniserie)
- 1992 - Buffy the Vampire Slayer - Vampier (onvermeld)
- 1997 - Austin Powers: International Man of Mystery - Scott Evil
- 1997 - Buffy the Vampire Slayer - Daniel "Oz" Osbourne (1997-1998 (gastrol); 1998-1999; 2000 (gastrol)) (tv-serie)
- 1998 - Can't Hardly Wait - Kenny Fisher
- 1998 - Enemy of the State - Selby
- 1999 - Austin Powers: The Spy Who Shagged Me - Scott Evil
- 1999 - Angel - Daniel "Oz" Osbourne (tv-serie, 1 afl.)
- 1999 - Idle Hands - Mick
- 2001 - Knockaround Guys - Johnny Marbles
- 2001 - Rat Race - Duane Cody
- 2001 - America's Sweethearts - Danny Wax
- 2001 - The Attic Expeditions - Douglas
- 2002 - Austin Powers 3: Goldmember - Scott Evil
- 2003 - Party Monster - James St. James
- 2003 - The Italian Job - Lyle
- 2003 - That '70s Show - Mitch Miller (2003-2004) (tv-serie)
- 2004 - Without a Paddle - Dan Mott
- 2004 - Scooby-Doo 2: Monsters Unleashed - Patrick Wisely
- 2005 - Be Cool - Muziekvideo regisseur (niet vermeld)
- 2005 - The Best Man - Murray
- 2006 - Electric Apricot - Jonah
- 2006 - Four Kings - Barry (elf afleveringen) (tv-serie)
- 2007 - Grey's Anatomy - Nick Hanscom (twee afleveringen) (tv-serie)
- 2008 - Sex Drive - Ezekiel
- 2008 - Heroes - Sam (twee afleveringen) (tv-serie)
- 2009 - Old Dogs - Ralph White
- 2012 - How I Met Your Mother - Daryl (één aflevering, gastrol - The Final Page)
- 2024 - Little Death - David

### Stemmen
- 1999 - Family Guy - Chris Griffin (1999-2002; 2005-heden)
- 2005 - Family Guy Presents Stewie Griffin: The Untold Story - Chris Griffin
- 2005 - American Dad! - Etan Cohen (2005-2009)
- 2005 - Robot Chicken - Verschillende rollen (2005-2009)
- 2007 - Mass Effect - Jeff 'Joker' Moreau
- 2008 - Star Wars: The Clone Wars - Todo 360 (2008-2021)
- 2010 - Mass Effect 2 - Jeff 'Joker' Moreau
- 2012 - Mass Effect 3 - Jeff 'Joker' Moreau
- 2014 - Guardians of the Galaxy - Howard the Duck
- 2016 - Ice Age: The Great Egg-Scapade - Squint
- 2017 - The Lego Batman Movie - King Kong
- 2017 - Guardians of the Galaxy Vol. 2 - Howard the Duck
- 2021 - Star Wars: The Bad Batch - Todo 360
- 2021 - What If...? - Howard the Duck (2021-2024)
- 2023 - Guardians of the Galaxy Vol. 3 - Howard the Duck